# WGC-Dell Match Play Championship
Die WGC-Dell Match Play Championship war ein Golfturnier der World-Golf-Championships-Turnierserie, das im Lochspiel-Format gespielt wurde. Von 1999 bis 2023 fand es im Januar oder Februar statt und wurde von der US-amerikanischen PGA TOUR, der DP World Tour und der Japan Golf Tour als offizielles Event gewertet.
Vorgänger war die Andersen Consulting World Championship of Golf, ein 32-Mann Lochspiel-Turnier, das zu keiner offiziellen Geldrangliste gehörte und von 1995 bis 1998 gespielt wurde.

## Modus
Das Teilnehmerfeld bestand aus den besten, verfügbaren 64 Spielern der Golfweltrangliste. Die einzelnen Matches wurden im Lochspielmodus über 18 Löcher ausgetragen, und bei unentschiedenem Stand über weitere Extralöcher fortgesetzt, bis ein Sieger feststeht. In der ersten Runde wurden die Begegnungen nach der Weltranglistenplatzierung gesetzt, das heißt, der 1. spielt gegen den 64., der 2. gegen den 63., und so weiter. Das Finale wurde von 1999 bis 2010 über 36 Löcher und wurde ab 2011 über 18 Löcher entschieden. Zusätzlich spielen die Verlierer der Semifinali den 3. Platz über 18 Loch aus.
Die sechs Runden des Turniers wurden an fünf aufeinanderfolgenden Tagen beginnend am Mittwoch ausgetragen, wobei jeden Tag bis Freitag eine Runde stattfand. Das Viertel- und Halbfinale wurde am Samstag gespielt, das Finale und das Spiel um Platz drei am Sonntag.
Ab 2015 wurde das Teilnehmerfeld in 16 Gruppen zu vier Spielern aufgeteilt, in welchen jeder gegen jeden über maximal 18 Löcher spielten. Die Gruppensieger spielten am Samstag Vormittag das Achtelfinale, nachmittags folgte das Viertelfinale. Am Sonntag Vormittag wurden die Halbfinals ausgetragen und nachmittags das Finale und das Spiel um Platz drei. Ab dem Achtelfinale wurden die Matches bis zur Entscheidung gespielt, also wenn notwendig über das 18. Loch hinaus.

## Austragungsorte
Der Wettbewerb wurde von seiner Einführung 1999 bis 2006 im La Costa Resort and Spa in Kalifornien ausgetragen, mit Ausnahme von 2001, als das Turnier im Metropolitan Golf Club im australischen Victoria stattfand.
2007 wechselte die Veranstaltung für zwei Jahre zum The Gallery Golf Club in Marana, Arizona, einem Vorort nordwestlich von Tucson. Da ab 2007 alle drei World Golf Championships nur noch in den Vereinigten Staaten gespielt wurden, gab es von einigen Golfern, darunter Tiger Woods und Ernie Els, sowie in den Medien außerhalb der Vereinigten Staaten mehrfach Kritik. Der PGA-Tour-Beauftragte Tim Finchem verteidigte die Austragung, da in den USA mehr Geld als anderswo verdient werden könne.
2009 wählte man als Austragungsort den Ritz-Carlton Golf Club, der von Jack Nicklaus entworfen wurde und sich in Dove Mountain in Marana befindet. Von 2016 bis zur letzten Austragung 2023 fand das Turnier im Austin Country Club in Austin statt.
| Jahre     | Austragungsort          | Stadt                      |
| --------- | ----------------------- | -------------------------- |
| 2016–2023 | Austin Country Club     | Austin, Texas              |
| 2015      | TPC Harding Park        | San Francisco, Kalifornien |
| 2009–2014 | Ritz-Carlton Golf Club  | Marana, Arizona            |
| 2007–2008 | The Gallery Golf Club   | Marana, Arizona            |
| 2002–2006 | La Costa Resort and Spa | Carlsbad, Kalifornien      |
| 2001      | Metropolitan Golf Club  | Victoria, Australien       |
| 1999–2000 | La Costa Resort and Spa | Carlsbad, Kalifornien      |

## Dotierung
Die Gesamtdotation belief sich 2023 auf 20 Mio. $, wovon der Sieger 3,5 Mio. $ und den sogenannten Walter Hagen Cup bekommt. Das erzielte Preisgeld zählt sowohl zur money list der PGA TOUR, als auch zu den Geldranglisten der DP World Tour und Japan Golf Tour.

## Sieger
| Jahr                                            | Sieger                                        | Nationalität                                  | Zweiter                                       | Score                                         | 1. Preis ($)                                  | Gesamtpreisgeld ($)                           |
| WGC-Dell Technologies Match Play Championship   | WGC-Dell Technologies Match Play Championship | WGC-Dell Technologies Match Play Championship | WGC-Dell Technologies Match Play Championship | WGC-Dell Technologies Match Play Championship | WGC-Dell Technologies Match Play Championship | WGC-Dell Technologies Match Play Championship |
| ----------------------------------------------- | --------------------------------------------- | --------------------------------------------- | --------------------------------------------- | --------------------------------------------- | --------------------------------------------- | --------------------------------------------- |
| 2023                                            | Sam Burns                                     | Vereinigte Staaten                            | Cameron Young                                 | 6 & 5                                         | 3.500.000                                     | 20.000.000                                    |
| 2022                                            | Scottie Scheffler                             | Vereinigte Staaten                            | Kevin Kisner                                  | 4 & 3                                         | 2.100.000                                     | 12.000.000                                    |
| 2021                                            | Billy Horschel                                | Vereinigte Staaten                            | Scottie Scheffler                             | 2 & 1                                         | 1.820.000                                     | 10.500.000                                    |
| 2020                                            | abgesagt, COVID-19-Pandemie                   | abgesagt, COVID-19-Pandemie                   | abgesagt, COVID-19-Pandemie                   | abgesagt, COVID-19-Pandemie                   | abgesagt, COVID-19-Pandemie                   | abgesagt, COVID-19-Pandemie                   |
| 2019                                            | Kevin Kisner                                  | Vereinigte Staaten                            | Matt Kuchar                                   | 3 & 2                                         | 1.745.000                                     | 10.250.000                                    |
| 2018                                            | Bubba Watson                                  | Vereinigte Staaten                            | Kevin Kisner                                  | 7 & 6                                         | 1.700.000                                     | 10.000.000                                    |
| 2017                                            | Dustin Johnson                                | Vereinigte Staaten                            | Jon Rahm                                      | 1 up                                          | 1.660.000                                     | 9.750.000                                     |
| WGC-Dell Match Play Championship                |                                               |                                               |                                               |                                               |                                               |                                               |
| 2016                                            | Jason Day                                     | Australien                                    | Louis Oosthuizen                              | 5 & 4                                         | 1.620.000                                     | 9.500.000                                     |
| WGC-Cadillac Match Play Championship            |                                               |                                               |                                               |                                               |                                               |                                               |
| 2015                                            | Rory McIlroy                                  | Nordirland                                    | Gary Woodland                                 | 4 & 2                                         | 1.570.000                                     | 9.250.000                                     |
| WGC-Accenture Match Play Championship           |                                               |                                               |                                               |                                               |                                               |                                               |
| 2014                                            | Jason Day                                     | Australien                                    | Victor Dubuisson                              | 23 Löcher                                     | 1.530.000                                     | 9.000.000                                     |
| 2013                                            | Matt Kuchar                                   | Vereinigte Staaten                            | Hunter Mahan                                  | 2 & 1                                         | 1.500.000                                     | 8.750.000                                     |
| 2012                                            | Hunter Mahan                                  | Vereinigte Staaten                            | Rory McIlroy                                  | 2 & 1                                         | 1.400.000                                     | 8.500.000                                     |
| 2011                                            | Luke Donald                                   | England                                       | Martin Kaymer                                 | 3 & 2                                         | 1.400.000                                     | 8.500.000                                     |
| 2010                                            | Ian Poulter                                   | England                                       | Paul Casey                                    | 4 & 2                                         | 1.400.000                                     | 8.500.000                                     |
| 2009                                            | Geoff Ogilvy (2)                              | Australien                                    | Paul Casey                                    | 4 & 3                                         | 1.400.000                                     | 8.500.000                                     |
| 2008                                            | Tiger Woods (3)                               | Vereinigte Staaten                            | Stewart Cink                                  | 8 & 7                                         | 1.350.000                                     | 8.000.000                                     |
| 2007                                            | Henrik Stenson                                | Schweden                                      | Geoff Ogilvy                                  | 2 & 1                                         | 1.350.000                                     | 8.000.000                                     |
| 2006                                            | Geoff Ogilvy                                  | Australien                                    | Davis Love III                                | 3 & 2                                         | 1.300.000                                     | 7.500.000                                     |
| 2005                                            | David Toms                                    | Vereinigte Staaten                            | Chris DiMarco                                 | 6 & 5                                         | 1.300.000                                     | 7.500.000                                     |
| 2004                                            | Tiger Woods (2)                               | Vereinigte Staaten                            | Davis Love III                                | 3 & 2                                         | 1.200.000                                     | 7.000.000                                     |
| 2003                                            | Tiger Woods                                   | Vereinigte Staaten                            | David Toms                                    | 2 & 1                                         | 1.050.000                                     | 6.000.000                                     |
| 2002                                            | Kevin Sutherland                              | Vereinigte Staaten                            | Scott McCarron                                | 1 up                                          | 1.000.000                                     | 5.500.000                                     |
| 2001                                            | Steve Stricker                                | Vereinigte Staaten                            | Pierre Fulke                                  | 2 & 1                                         | 1.000.000                                     | 5.000.000                                     |
| WGC-Andersen Consulting Match Play Championship |                                               |                                               |                                               |                                               |                                               |                                               |
| 2000                                            | Darren Clarke                                 | Nordirland                                    | Tiger Woods                                   | 4 & 3                                         | 1.000.000                                     | 5.000.000                                     |
| 1999                                            | Jeff Maggert                                  | Vereinigte Staaten                            | Andrew Magee                                  | 38 Löcher                                     | 1.000.000                                     | 5.000.000                                     |

Bemerkung: Grüne Hervorhebung markiert Rekordergebnis.

## Rekorde
- Häufigster Sieger – Tiger Woods (2003, 2004, 2008)
- Höchster Finalsieg (36 Löcher) – 8 & 7, Tiger Woods gegen Stewart Cink (2008)
- Höchster Sieg (ohne Finale, 18 Löcher) – 9 & 8, Tiger Woods gegen Stephen Ames (2006, erste Runde)
- Längstes Finalspiel – 38 Löcher, Jeff Maggert gegen Andrew Magee (1999)
- Längstes Spiel (ohne Finale) – 26 Löcher, Scott Verplank gegen Lee Westwood (2006, erste Runde), Mike Weir gegen Loren Roberts (2003, erste Runde)